# Wolfgang Smith
Pour les articles homonymes, voir Smith.
Wolfgang Smith, né le 18 février 1930 et mort le 19 juillet 2024, est un mathématicien, physicien, philosophe des sciences, métaphysicien de nationalité américaine, connaisseur de la théologie catholique romaine et de la pensée de l'école pérennialiste.
Il est l'auteur d'ouvrages sur la mécanique quantique inspirés de l'ontologie et du réalisme médiévaux, sur la géométrie différentielle, la cosmologie, le christianisme et la critique du scientisme et de l'évolutionnisme.

## Études et carrière
Wolfgang Smith obtient un bachelor en mathématiques, physique et philosophie à l'université Cornell puis un master en physique théorique à l'université Purdue. Il poursuit ses recherches en aérodynamique dans le cadre de sa collaboration avec Bell Aircraft Corporation où il met au point les procédures techniques nécessaires au retour des vaisseaux spatiaux dans l'atmosphère.
Après un doctorat en mathématiques à l'université Columbia, Smith enseigne cette branche au Massachusetts Institute of Technology (MIT), à l'université de Californie à Los Angeles (UCLA) et a l'université d'État de l'Oregon, parallèlement à des recherches en géométrie différentielle qu'il publie dans des revues académiques telles que Transactions of the American Mathematical Society, Proceedings of the National Academy of Sciences, American Journal of Mathematics. Il prend sa retraite universitaire en 1992.
En marge de son activité scientifique, Smith manifeste depuis toujours un intérêt profond pour la métaphysique, la philosophie et les religions. Plusieurs voyages en Inde le familiarisent avec le Védanta. Puis, revenant à son catholicisme d'origine, il entame des études approfondies en théologie catholique romaine.
Il est l'auteur de nombreux articles tant scientifiques que philosophiques, dans lesquels il développe les erreurs et les abus qu'il affirme percevoir dans la science actuelle, parallèlement à une critique du modernisme autant dans le monde profane que dans le monde religieux. Outre ses articles, il publie une dizaine de livres où les mêmes thèmes sont plus largement développés. 2020 voit la diffusion d'un long-métrage sur sa vie: The End of Quantum Reality,.

## Philosophie
Inspiré par l'école de métaphysique pérennialiste (Guénon, Coomaraswamy, Schuon, etc.), Smith a largement contribué à sa critique de la modernité tout en explorant les fondements philosophiques de la méthode scientifique et en prônant l'idée de ramener la science dans le cadre aristotélicien du réalisme ontologique traditionnel.
Dans le droit fil de la critique d'Alfred North Whitehead du « bifurcationnisme » et du « réductionnisme physicaliste » scientiste, Smith désapprouve les racines cartésiennes de la science moderne dans son ouvrage Cosmos and Transcendence.
Reprenant sa critique du scientisme dans The Quantum Enigma, Smith pose la question de savoir si la méthode scientifique dépend de la philosophie scientifique et, dans la négative, si le fait de la lier à d'autres systèmes philosophiques ne fournirait pas de meilleures solutions à la façon dont les phénomènes physiques sont interprétés.
Démontrant que ni la méthode scientifique ni ses résultats n'exigent l'adhésion à une métaphysique scientiste, il répond par la négative à la première question, ce qui lui permet de conclure qu'il est possible de lier la méthode scientifique à n'importe quelle ontologie sous-jacente, ou à aucune d'elles. En examinant ensuite la deuxième question, il propose de lier la méthode scientifique — et donc les sciences modernes — à une métaphysique non bifurcationniste, non réductrice, sous la forme d'une ontologie thomiste modifiée, montrant comment une telle approche résout les incohérences apparentes de la mécanique quantique.
Selon Smith, cette interprétation de la mécanique quantique permet de recourir aux concepts hylémorphiques de puissance et d'acte afin de bien comprendre le principe de superposition quantique. Par exemple, au lieu de considérer qu'un photon est « à la fois une onde et une particule » ou « une particule à deux positions distinctes », on peut considérer que le photon (ou tout autre objet physique) n'existe pas initialement en acte, mais seulement en puissance, c'est-à-dire comme « matière » dans le sens hylémorphique du terme, ayant le potentiel de devenir « une onde ou une particule » ou « d'être ici ou là ». Que l'un de ces effets s'impose à cette matière indifférenciée dépendra de la détermination que lui impose l'objet corporel macroscopique qui lui fournit son actualisation. Il ne serait donc pas plus étrange pour un photon de comporter de nombreuses potentialités que, par exemple, pour un individu d'avoir les potentialités « superposées » d'apprendre le français et/ou l'espagnol et/ou le grec, tout en lisant et/ou en marchant et/ou en étirant les bras. Une autre conséquence de cette interprétation est qu'un objet corporel et son « objet physique associé » ne sont plus dichotomisés ou réduits l'un à l'autre mais, au contraire, constituent un tout dont les différents aspects sont traités selon la perspective envisagée.
L’approche de Smith concernant la relation entre les objets corporels et physiques se prolonge dans son interprétation de la biologie où il s'oppose à la théorie de l'évolution darwinienne, car l'élément fondamental d'une espèce serait sa forme et non son histoire causale, que les évolutionnistes soutiennent. Cela l'amène à cautionner le mouvement du dessein intelligent, bien que sa propre approche hylémorphique ne soit pas partagée par la majorité des théoriciens du dessein intelligent qui, comme les évolutionnistes, privilégient également les relations causales, quoique différemment.
Smith a également pris position en faveur d'une réhabilitation relativiste du géocentrisme bien qu'il ne soutienne pas un géocentrisme ptolémaïque ou médiéval sans équivoque, ni n'affirme que l'héliocentrisme soit faux. Il soutient plutôt que selon la théorie de la relativité tant l'héliocentrisme que le géocentrisme ont une valeur scientifique dans la mesure où l'observation scientifique dépend du cadre de référence de l'observateur. Par conséquent, toutes les observations faites à partir de la Terre — ou de tout satellite proche de la Terre — sont en fait géocentriques,.

## Ouvrages

### Essais
- Sagesse de la cosmologie ancienne : les cosmologies traditionnelles face à la science contemporaine, préface de Jean Borella, L’Harmattan, Paris, 2008 ; dernière édition : 2021, 323 pages.
- Réponse à Stephen Hawking : de la physique à la science-fiction, préface de Jean-Jacques Flammang, L’Harmattan, Paris, 2013, 95 pages (traduit de l'original anglais : Science & Myth: With a Response to Stephen Hawking's The Grand Design, Angelico Press, New York, 2012 ).
- Physique et métaphysique, coécrit avec Jean Borella, introduction de Bruno Bérard, L'Harmattan, Paris, 2018, 222 pages (traduit en anglais : Rediscovering the Integral Cosmos: Physics, Metaphysics, and Vertical Causality, Angelico Press, New York, 2018).
- L'évolutionnisme théiste de Teilhard de Chardin, traduit de l'original anglais : Theistic Evolution: The Teilhardian Heresy par Marie-José Joliver, L'Harmattan, 2023.
- Science, scientisme et religion, des particules au cosmos tripartite et au-delà, Préface de Bruno Bérard, traduit de l'original anglais : The Vertical Ascent: From Particles to the Tripatite Cosmos and Beyond par Marie-José Jolivet : , L'Harmattan, 2024.
- (en) Cosmos & Transcendence: Breaking Through the Barrier of Scientistic Belief, Sherwood Sugden, Peru/IL, USA, 1984 ; dernière édition : Angelico Press, New York, 2008, 168 pages.
- (en) The Quantum Enigma: Finding the Hidden Key, Sherwood Sugden, Peru/IL, USA, 1995 ; dernière édition (révisée) :  Angelico Press, New York, 2005, 172 pages.
- (en) Theistic Evolution: The Teilhardian Heresy, Angelico Press, New York, 2012, 270 pages (titre original : Teilhardism and the New Religion: A Thorough Analysis of the Teachings of Pierre Teilhard de Chardin, Tan Books & Pub, Gastonia/NC, USA, 1988).
- (en) Ancient Wisdom and Modern Misconceptions: A Critique of Contemporary Scientism, Angelico Press, New York, 2013 ; dernière édition (revue et augmentée): 2015, 252 pages (titre original : The Wisdom of Ancient Cosmology: Contemporary Science in the Light of Tradition, Foundation for Traditional Studies, Oakton/VA, USA, 2003).
- (en) Christian Gnosis: From Saint Paul to Meister Eckhart, Angelico Press, New York, 2008, 248 pages.
- (en) Physics and Vertical Causation: The End of Quantum Reality, Angelico Press, New York, 2019, 150 pages.
- (en) In Quest of Catholicity: Malachi Martin Responds to Wolfgang Smith, Angelico Press, New York, 2016, 164 pages.
- (en) Unmasking the Faces of Antichrist: Interview with Dr Wolfgang Smith, Triumph Communications, Davidson/SK, Canada, 2017, 60 pages.
- (en) The Vertical Ascent: From Particles to the Tripartite Cosmos and Beyond, Philos-Sophia Initiative Foundation, Los Angeles/CA, 2021, 212 pages, Prologue de Bruno Bérard.

### Articles
Parus dans Sophia, The Journal of Traditional Studies, Oakton/VA, USA :
- « Celestial Corporeality », 1999, vol. 5.
- « The Extrapolated Universe », 2000, vol. 6.
- « Eddington and the Primacy of the Corporeal », 2000, vol. 6.
- « Science and Myth: the Hidden Connection », 2001, vol. 7 .
- « The Pitfall of Astrophysical Cosmology », 2001, vol. 7.
- « Esoterism and Cosmology: From Ptolemy to Dante and Cusanus », 2002, vol. 8.
- « Modern Science and Guénonian Critique », 2003, vol. 9.
- « The Enigma of Visual Perception », 2004, vol. 10.
- « Neurons and Mind », 2004, vol. 10.
- « Review of Journeys East, by Harry Oldmeadow », 2005, vol. 11.
- « Rama P. Coomaraswamy 1929–2006: In Memoriam », 2006, vol. 12.
- « Cosmology in the Face of Gnosis », 2006, vol. 12.
- « Transcending the creatio ex nihilo: The Kabbalistic Exegesis », 2007, vol. 13, n° 1.
- « The Wisdom of Christian Kabbalah », 2007-2008, vol. 13, n° 2.

Parus dans des revues de mathématiques :
- « On Integration of Quasi-Linear Parabolic Equations By Explicit Difference Methods », Transactions of the American Mathematical Society, 1959, vol. 91, n° 3, pp. 425-443.
- « Fundamental Groups on a Lorentz Manifold », Proceedings of the National Academy of Sciences, 1960, vol. 46, n° 1, pp. 111-114.
- « Lorentz Structures on the Plane », Transactions of the American Mathematical Society, 1960, vol. 95, n° 2, pp. 226-237.
- « Fundamental Groups on a Lorentz Manifold », American Journal of Mathematics, 1960, vol. 82, n° 4, pp. 873-890.
- « The Category of Topological Objects », Proceedings of the National Academy of Sciences, 1961, vol. 47, n° 2, pp. 190-195 (coécrit avec Yeaton H. Clifton).
- « Topological Objects and Sheaves », Transactions of the American Mathematical Society, 1962, vol. 105, n° 3, pp. 436-452 (coécrit avec Yeaton H. Clifton).
- « The Euler Class as an Obstruction in the Theory of Foliations », Proceedings of the National Academy of Sciences, 1963, vol. 50, n° 5, pp. 949-954 (coécrit avec Yeaton H. Clifton).
- « The de Rham theorem for general spaces », Tohoku Mathematical Journal, 1966, série 2, vol. 18, n° 2, pp. 115-137.
- « An exact sequence for submersions », Bulletin of the American Mathematical Society, 1968, vol. 74, n° 2, pp. 233-237.
- « Commuting vectorfields on open manifolds », Bulletin of the American Mathematical Society, 1969, vol. 75, n° 5, pp. 1013-1017.
- « A homology spectral sequence for submersions », Pacific Journal of Mathematics, 1980, vol. 89, n° 2, pp. 279-299 (coécrit avec Patrick C. Endicott).
- « Fiber homology and orientability of maps », Pacific Journal of Mathematics, 1980, vol. 89, n° 2, pp. 453-470.